# 석천로 (부천시)
석천로(石川路)는 경기도 부천시 원미구 상동에서 중동 일대를 거쳐 오정구 대장동 공영주차장삼거리까지를 잇는 도로이다.

## 역사
- 2009년 11월 12일 : 도로명을 석천로로 결정[1]

## 특징
원래 석천로 구간은 상동의 기점에서 삼정동까지였고, 삼정동을 지나 경인고속도로 이북 구간은 한다리길 이라고 불렸다. 한다리길의 명칭 유래는 오정구 대장동의 자연 마을인 한다리를 향해 지나는 길이란 뜻에서 붙여졌다.
그러다 2011년 7월 29일부터 실시된 도로명새주소 안내를 위한 도로명 정비로 석천로라는 명칭으로 변경되었다.
상동에서 삼정동의 오정로와 만나는 교차로까지 구간은 왕복 4차선 도로로 구성되어 있고, 오정로 이북 구간인 한다리길 구간은 왕복 2차선 도로로 구성되어 있다. 상동 기점 부분은 경인선 철길 바로 앞에서 도로가 단절된 상태다.

## 경유지
상동기점(솔안공원) - 석천로입구교차로 - 송내초교교차로 - 상도중사거리 - 영안아파트교차로 - 부명사거리 - 중앙공원 - 포도마을사거리 - 석천사거리(부천시청역) - 중원초교사거리 - 부천초교사거리 - 소각장사거리 - 삼정교 - 공영주차장삼거리

## 주요 건물 및 시설
- 솔안공원
- 송내초등학교 (경기도 부천시 소사구 석천로 27)
- 상도중학교
- 상동주민지원센터 (경기도 부천시 원미구   석천로 83)
- 석천공원 (경기도 부천시 원미구 석천로 85-1)
- 순천향대학교 부천병원
- 부명고등학교 (경기도 부천시 원미구  석천로 127)
- 경기국제통상고등학교 (경기도 부천시 석천로 141)
- 중앙공원
- 이마트 중동점
- 현대백화점 중동점
- 중1동행정복지센터
- 부천중원초등학교 (경기도 부천시 원미구 석천로 273)
- 부천체육관 (경기도 부천시 원미구 석천로 293)
- 부천초등학교
- 부천테크노파크